# 대원사 (보성군)
대원사(大原寺)는 전라남도 보성군 문덕면 죽산리에 위치한 사찰이다. 종단은 대한불교조계종이며, 제21교구 송광사 말사중 하나이다. 천봉산(天鳳山)에 위치하고 있으며, 백제 503년(무령왕 3년) 신라에 처음 불교를 전한 아도 화상에 의해 창건되었다.

## 보유 문화재
- 보성 대원사 지장보살도 및 시왕도 일괄 - 보물 제1800호
- 보성 대원사 극락전 관음보살･달마대사 벽화 - 보물 제1861호
- 보성 대원사 자진국사 부도 - 전라남도 유형문화재 제35호
- 보성 대원사 극락전 - 전라남도 유형문화재 제87호